# Ghiacciaio Spencer
Il ghiacciaio Spencer è un ghiacciaio situato nella penisola di Kenai dell'Alaska (Stati Uniti). Si trova nella parte più orientale dei monti Kenai e all'interno della Foresta Nazionale di Chugach.

## Dati fisici
Il ghiacciaio è lungo circa 8 km con una fronte di 1 km. Scende da circa 1000 m s.l.m. fino a circa 200 m s.l.m. Il nome del ghiacciaio è stato dato in onore di Bill Spencer, un impiegato della ferrovia Alaska Railroad misteriosamente scomparso sul ghiacciaio nel 1905. La fronte del ghiacciaio si affaccia sulla valle del Placer River.

### Ghiacciai limitrofi
Vicino al ghiacciaio Spencer si trovano i seguenti principali ghiacciai:
| Nome del ghiacciaio | Quota alle coordinate indicate (m s.l.m.) | Coordinate             | Ubicazione del ghiacciaio |
| ------------------- | ----------------------------------------- | ---------------------- | ------------------------- |
| Skookum Glacier     | 309                                       | 60°43′06″N 148°52′58″W | 6 km a nord               |
| Bartlett Glacier    | 682                                       | 60°37′20″N 148°58′24″W | 4 km a sud                |
| Deadman Glacier     | 774                                       | 60°39′04″N 149°00′46″W | 2 km a ovest              |

### Monti vicini al ghiacciaio
I seguenti monti sono vicini al ghiacciaio (tutti appartenenti al gruppo dei monti Kenai):
| Nome del monte    | Altezza (m s.l.m.) | Coordinate             | Ubicazione del monte |
| ----------------- | ------------------ | ---------------------- | -------------------- |
| Kickstep Mountain | 1.296              | 60°45′11″N 149°05′42″W | 3 km a nord ovest    |
| Tincan Peak       | 1.281              | 60°44′22″N 149°05′36″W | 5 km a nord ovest    |
| Bench Peak        | 1.480              | 60°39′00″N 149°07′55″W | 6 km a sud ovest     |

## Accessibilità
Il ghiacciaio si trova a circa 90 km da Anchorage. Si può raggiungere solamente tramite la ferrovia Alaska Railroad. La fermata (Whistle Stop Spencer) è a circa 1 - 2 km dal bordo del lago formato dallo scioglimento dei ghiacci (Spencer Lake). Sul posto sono organizzati giri turistici per raggiungere, in gommone, la fronte del ghiacciaio.

## Galleria d'immagini

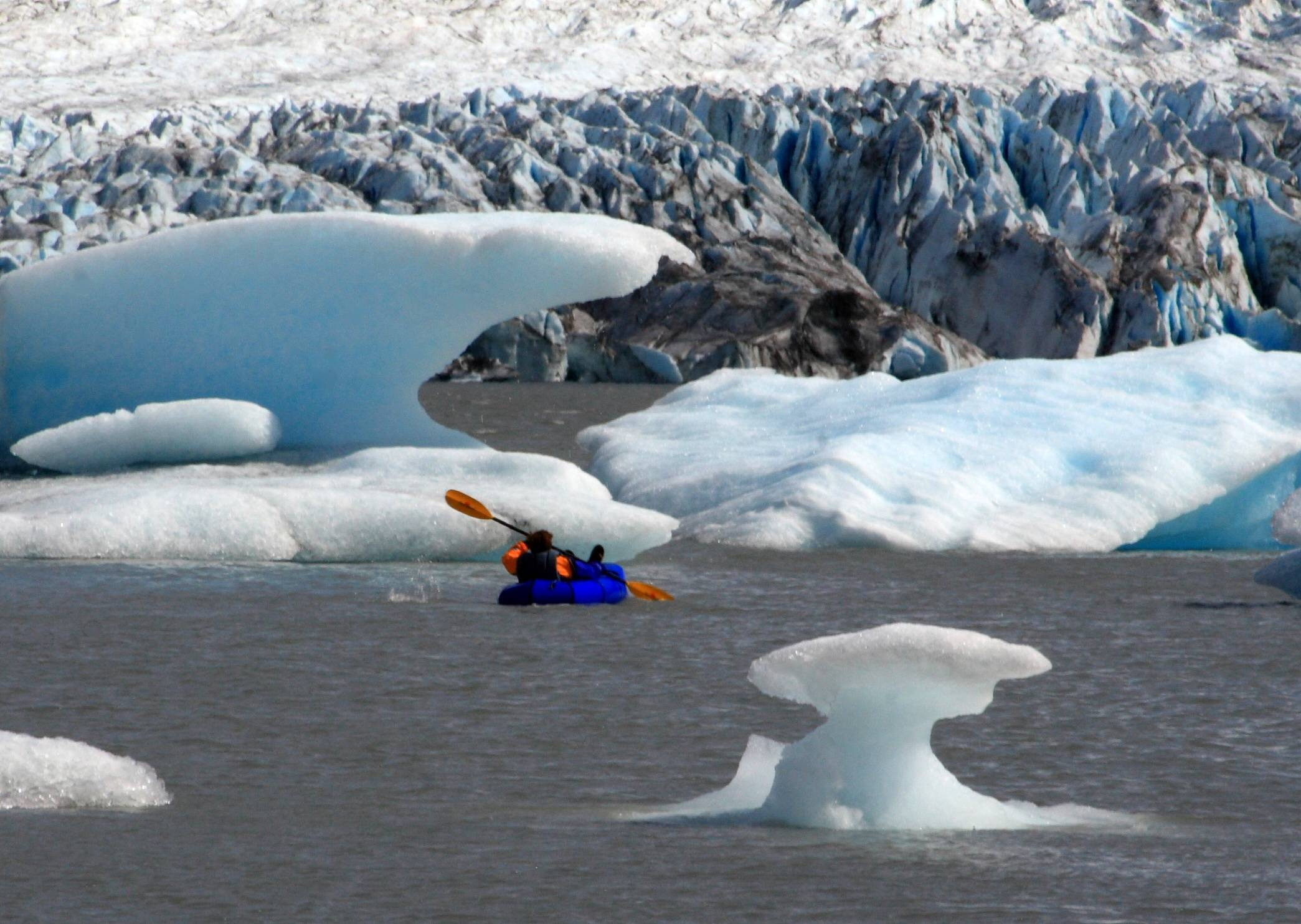
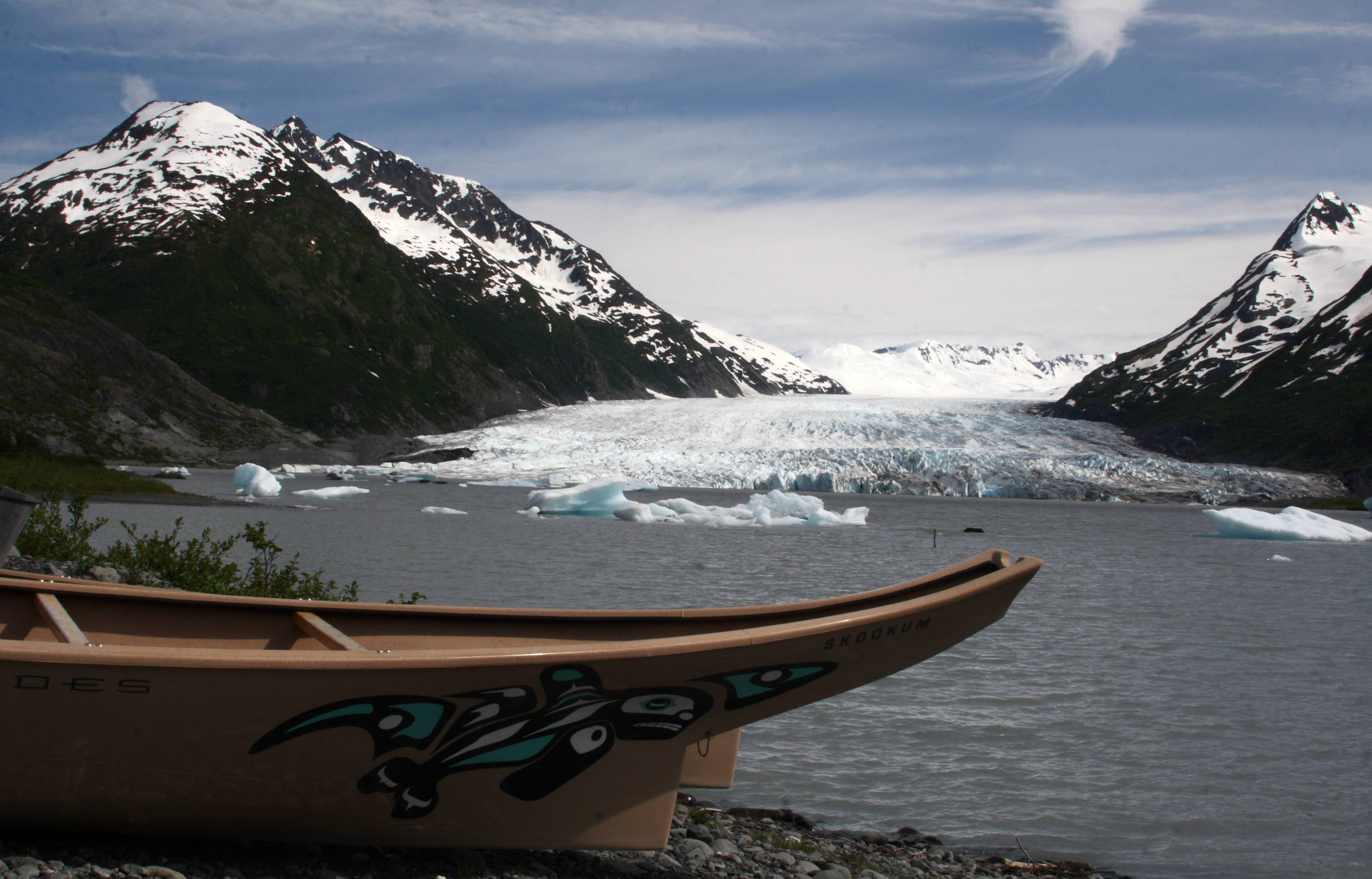
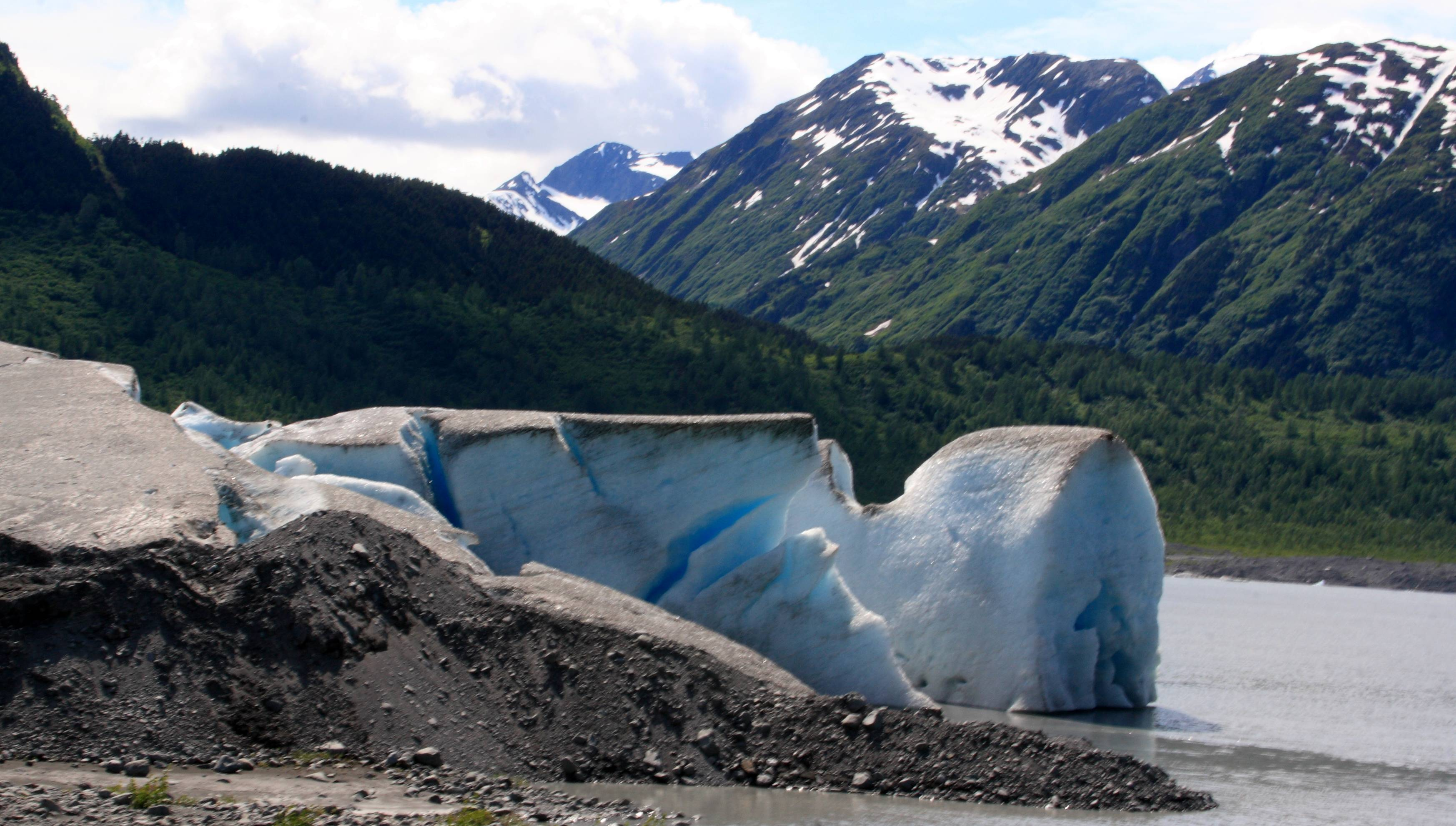
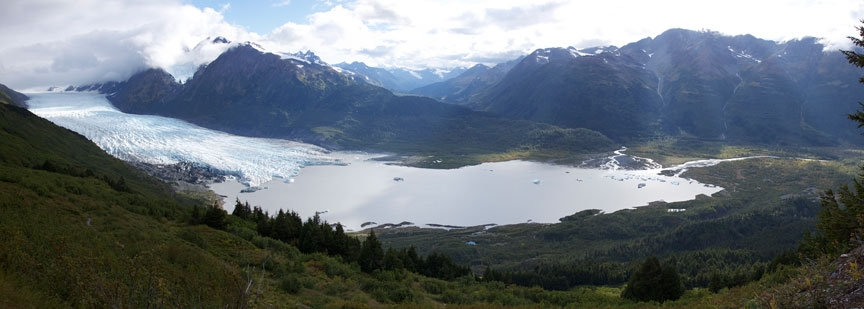
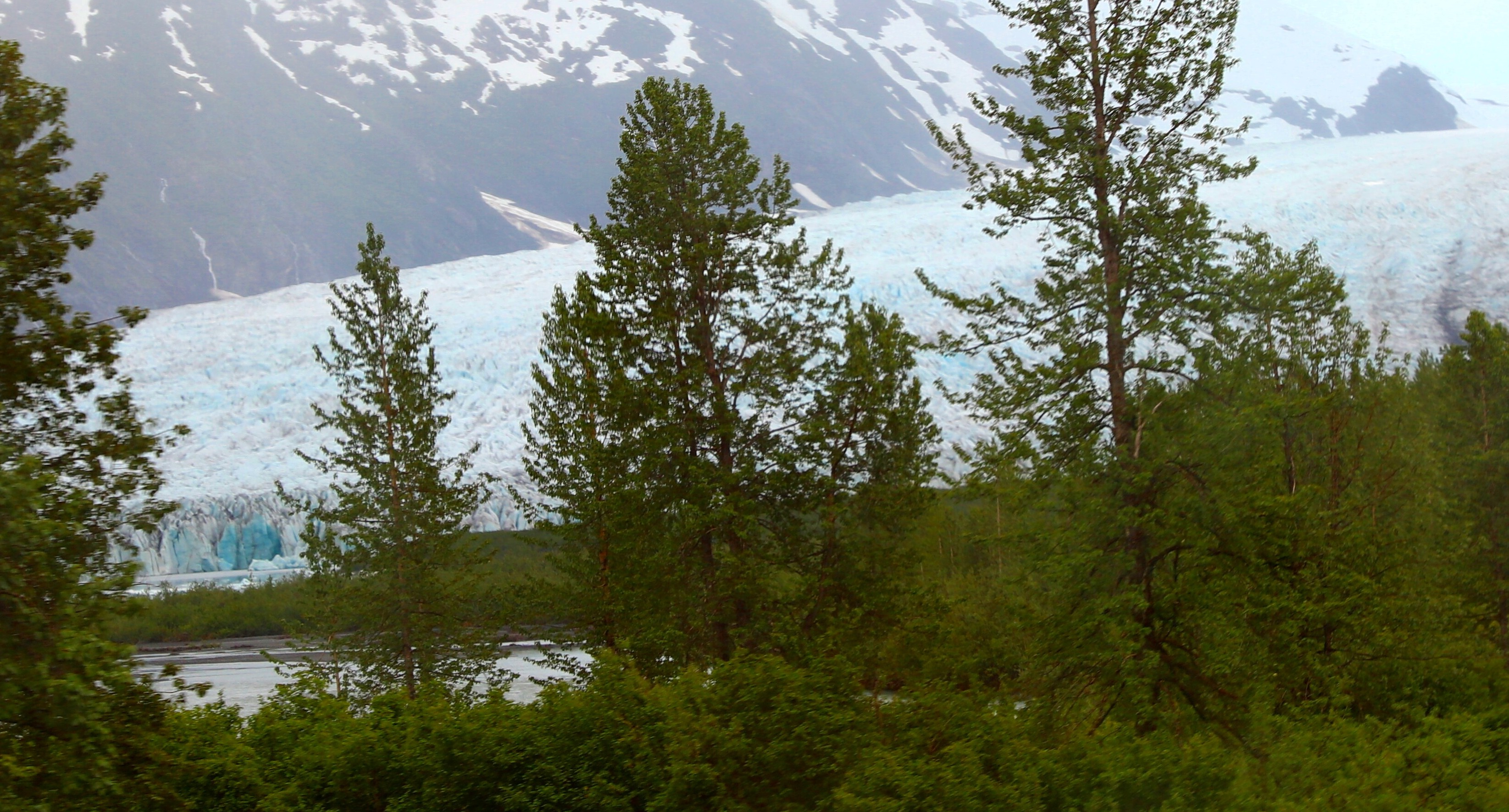